# یواس‌اس میلر (دی‌دی-۵۳۵)
یواس‌اس میلر (دی‌دی-۵۳۵) (به انگلیسی: USS Miller (DD-535)) یک کشتی بود که طول آن ۱۱۴٫۷ متر (۳۷۶ فوت) بود. این کشتی در سال ۱۹۴۳ ساخته شد.